# Gennadi Nikolajewitsch Lasutin
Gennadi Nikolajewitsch Lasutin (russisch Геннадий Николаевич Лазутин; * 21. März 1966) ist ein ehemaliger sowjetisch-russischer Skilangläufer.

## Werdegang
Lasutin hatte seinen ersten internationalen Erfolg bei den Nordischen Junioren-Skiweltmeisterschaften 1984 in Trondheim. Dort gewann er mit der Staffel die Goldmedaille. Im folgenden Jahr holte er bei den Nordischen Junioren-Skiweltmeisterschaften in Täsch über 15 km und mit der Staffel jeweils die Goldmedaille. Bei den Junioren-Skiweltmeisterschaften 1986 in Lake Placid gewann er über 10 km, 30 km und mit der Staffel jeweils die Goldmedaille. Sein erstes von insgesamt 14 Weltcupeinzelrennen lief er im Januar 1991 in Minsk, das er auf dem 12. Platz über 15 km Freistil beendete. Dies war auch seine beste Einzelplatzierung im Weltcup. Bei den Olympischen Winterspielen 1994 in Lillehammer lief er auf den 15. Platz über 30 km Freistil und auf den fünften Rang mit der Staffel. Sein letztes Weltcuprennen absolvierte er im Dezember 1994 in Sappada, das er auf dem 20. Platz über 15 km Freistil beendete.

## Platzierungen im Weltcup

### Weltcup-Statistik
Die Tabelle zeigt die erreichten Platzierungen im Einzelnen.
- 1.–3. Platz: Anzahl der Podiumsplatzierungen
- Top 10: Anzahl der Platzierungen unter den ersten zehn
- Punkteränge: Anzahl der Platzierungen innerhalb der Punkteränge
- Starts: Anzahl gelaufener Rennen in der jeweiligen Disziplin
- Hinweis: Bei den Distanzrennen erfolgt die Einordnung gemäß FIS.

| Platzierung         | Distanzrennen a | Distanzrennen a | Distanzrennen a | Distanzrennen a | Distanzrennen a | Skiathlon Verfolgung | Sprint | Etappen- rennen b | Gesamt | Team c | Team c  |
| Platzierung         | ≤ 5 km          | ≤ 10 km         | ≤ 15 km         | ≤ 30 km         | > 30 km         | Skiathlon Verfolgung | Sprint | Etappen- rennen b | Gesamt | Sprint | Staffel |
| ------------------- | --------------- | --------------- | --------------- | --------------- | --------------- | -------------------- | ------ | ----------------- | ------ | ------ | ------- |
| 1. Platz            |                 |                 |                 |                 |                 |                      |        |                   |        |        |         |
| 2. Platz            |                 |                 |                 |                 |                 |                      |        |                   |        |        |         |
| 3. Platz            |                 |                 |                 |                 |                 |                      |        |                   |        |        |         |
| Top 10              |                 |                 |                 |                 |                 |                      |        |                   |        |        | 1       |
| Punkteränge         |                 | 1               | 3               | 1               |                 |                      |        |                   | 5      |        | 1       |
| Starts              |                 | 2               | 7               | 4               |                 | 1                    |        |                   | 14     |        | 1       |
| Stand: Karriereende |                 |                 |                 |                 |                 |                      |        |                   |        |        |         |

### Weltcup-Gesamtplatzierungen
| Saison  | Platz | Punkte |
| ------- | ----- | ------ |
| 1990/91 | 43.   | 4      |
| 1993/94 | 60.   | 20     |
| 1994/95 | 57.   | 22     |